# Ferdinand Wachsmuth
Pour les articles homonymes, voir Wachsmuth.
Ferdinand Wachsmuth, né à Mulhouse le 21 mars 1802 et mort à Versailles le 14 novembre 1869, est un peintre et graveur français.

## Biographie
Fils du peintre strasbourgeois François-Joseph Wachsmuth, populaire auteur de fresques et d'enseignes, Ferdinand Wachsmuth fut l'élève de Casimir Karpff à Versailles, puis de Gros, voyagea en Algérie, exposa au Salon de 1833 à 1859 et y fut médaillé en 1833.
Il fut professeur à l'École de Saint-Cyr et dirigea l'école des beaux-arts de Versailles. Son frère Jean-Pierre Wachsmuth, établi aux États-Unis est également artiste peintre, tandis que son frère Jean-Frédéric-Albert Wachsmuth est dessinateur à Mulhouse.
Un Portrait de Ferdinand Wachsmuth dans son atelier peint par Henri-Joseph Hesse en 1828 est conservé au musée historique de Mulhouse.

## Œuvres dans les collections publiques
- Blérancourt, musée franco-américain : Paul Joseph Pecquet du Bellet.
- Colmar, musée Unterlinden : Entrée du roi Charles X à Colmar. 10 septembre 1828, 1838.
- Le Havre, église Saint-François : Saint Charles Borromée alias saint Thomas Villeneuve distribuant les aumônes, 1841.
- Mulhouse, musée historique :
  - Portrait de Jean Frauger, 1829.
  - Portrait d'une dame de Mulhouse de 1830 environ ;
  - Femme à sa toilette, huile sur toile, 1835 ;
  - Copie d'un Autoportrait de Rembrandt.
- Paris, musée du Louvre : Le Lendemain de la prise du mamelon vert, campagne de Crimée. Épisode du siège de Sébastopol, 1859.
- Périgueux, musée d'Art et d'Archéologie du Périgord : Portrait de François Maurice de Trémizot, maire de Périgueux de 1843 à 1845 ;
- Strasbourg, musée des Beaux-Arts :
  - Portrait d'homme, 1822 ;
  - Les Troubles de 1587 à Mulhouse, 1823-1825 (?) ;
  - Portrait de jeune femme, 1831 ;
  - Portrait de Jean Ulrich Schlumberger ;
  - François de Montmorency à cheval.
- Versailles :
  - musée Lambinet : La Leçon du chien, 1833.
  - musée national des châteaux de Versailles et de Trianon :
    - Prise du fort de l'empereur à Alger, 4 juillet 1830 ;
    - Prise et siège du fort de Saint-Philippe au Port Mahon. 28 juin 1756, 1837 ;
    - André Masséna en uniforme de lieutenant colonel au 2e bataillon du Var en 1792 (1756-1817) ;
    - François Joseph Lefebvre, capitaine du 13e bataillon d'infanterie légère en 1792 (1755-1820).

Œuvres de Ferdinand Wachsmuth
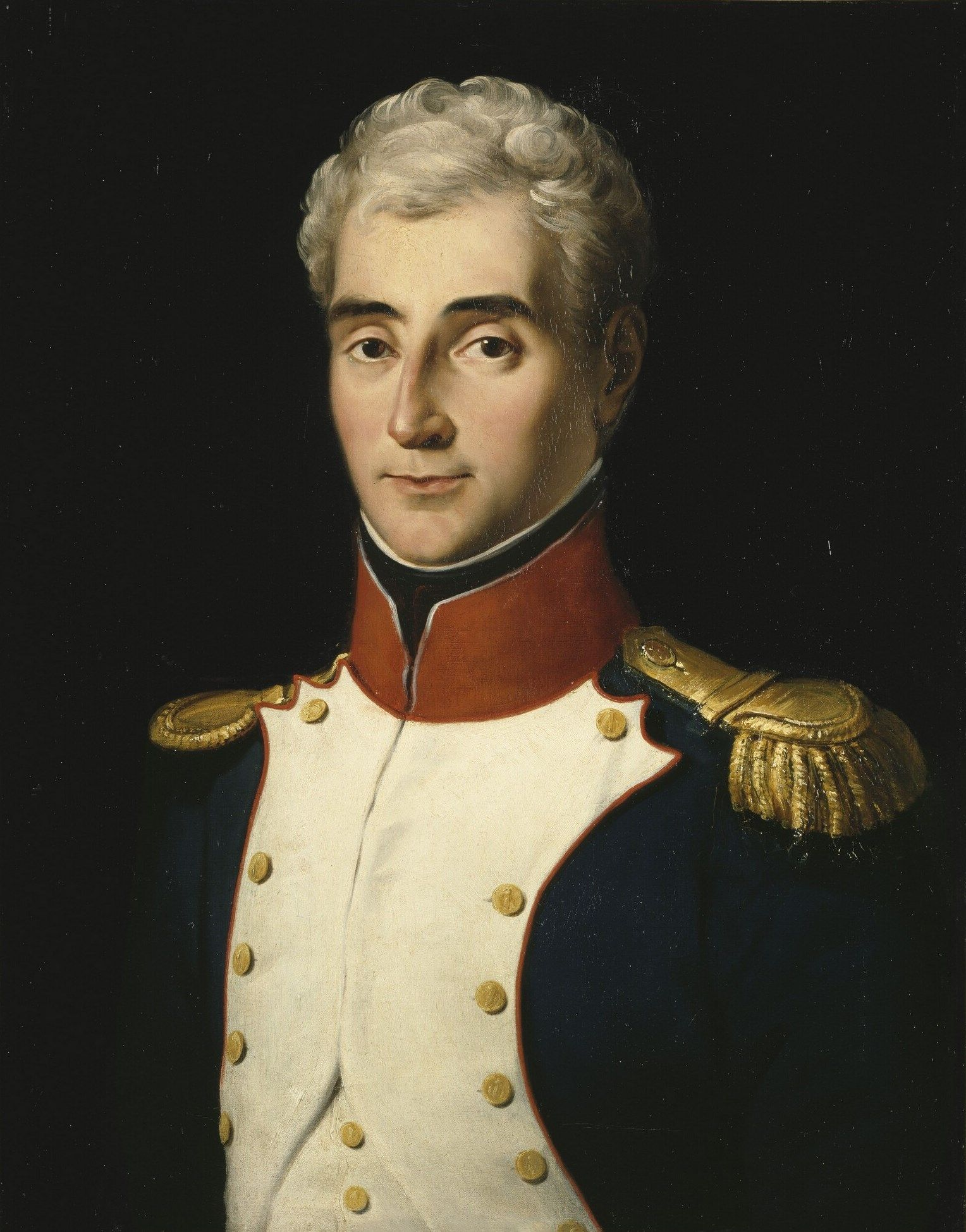
André Masséna en uniforme de lieutenant colonel au 2e bataillon du Var en 1792 (1756-1817), château de Versailles.
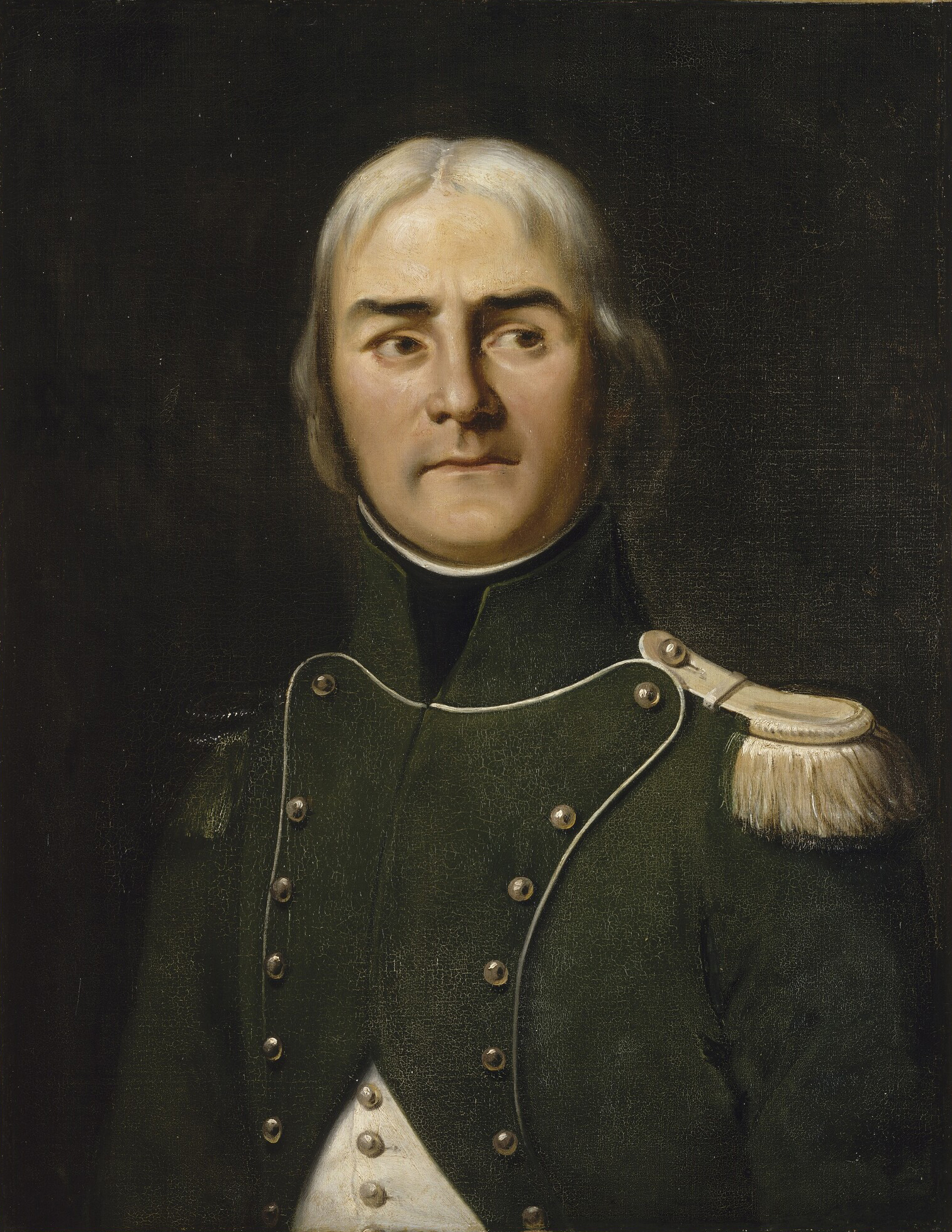
François Joseph Lefebvre, capitaine du 13e bataillon d'infanterie légère en 1792 (1755-1820), château de Versailles.
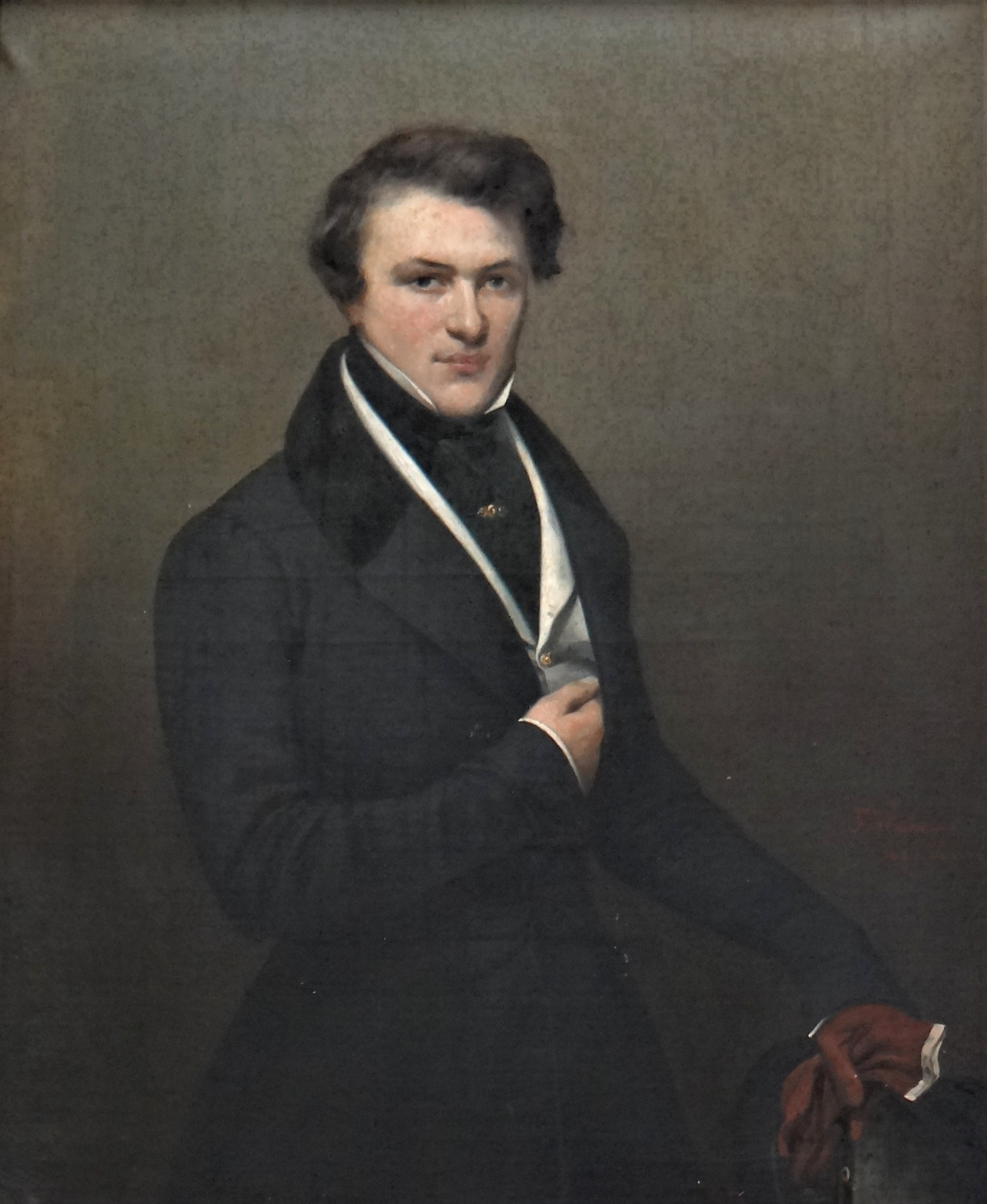
Portrait de François Maurice de Trémizot, Périgueux, musée d'Art et d'Archéologie du Périgord.